# 劉銘傳
劉銘傳（1836年9月7日—1896年1月12日），字省三，室號盤亭，自号大潛山人，安徽合肥人，淮軍將領，首位臺湾巡撫。諡號壯肅。
他是淮軍的領導者之一，並在中法戰爭中於臺灣率軍擊退法軍，又在隨後被任命為臺灣建省後首任巡撫。

## 生平

### 早年經歷
1836年9月7日，劉銘傳出生于今安徽省肥西县南分路乡刘老圩一个世代耕织务农的农家，因排行第六、脸上有麻点，人称刘六麻子。父親劉惠，是鹽梟。他在15歲時也投入販運私鹽的行列。
1859年，劉銘傳（24歲）募集地方壯丁組成「名軍」對抗太平天國。1862年（同治元年）二月，李鴻章受曾國藩指派，前往家鄉合肥招募淮軍。劉銘傳同張樹珊、潘鼎新、吳長慶等各領本部團練投奔。曾國藩對這批新募淮勇極為重視，所有器械糧餉的供應悉仿湘軍，手訂營制，親到校場檢閱，命劉銘傳充任「銘字營」營官。他因無如湘軍對儒家傳統的束縛，加上鹽梟的冒險、開拓性格，所以能以積極接受西方的新觀念。「銘字營」中多為劉家子弟，劉銘傳在營中職務最高，輩份也最高，其骨幹將領皆為劉家子弟和劉銘傳辦團練中結納的「同里敢戰之士」，他們絕對服從劉銘傳的指揮，成了劉銘傳起家的重要幫手。
四月，劉銘傳率領「銘字營」和張樹聲的“樹字營”等淮軍一起，從安慶乘坐外國商船馳往上海駐防。五月二十日劉銘傳率部與太平軍初次接戰，先後佔領杭頭和新場兩地，直迫南匯城下。此時，南匯太平軍守將吳建瀛和劉玉林發生動搖，通過當地團練頭目前來乞和。
因吳建瀛還有所猶豫，劉銘傳一面派部將前往劉玉林處聯絡勸降，一面與潘鼎新率部進逼城下，劉玉林乘機挾持吳建瀛出城投降。吳建瀛是安徽人，部下士卒也多是皖北籍，劉銘傳以鄉情、高官厚祿相引誘，將吳部駐南匯太平軍1萬多人中老弱裁剪淘汰，收編為8營，大大擴充了自己的實力。
五月三十一日，劉又率部擊退從川沙方向來攻的太平軍，於第二天乘勝攻佔川沙。劉銘傳因此升遊擊，並獲賞頂戴花翎。

### 連戰連捷
淮軍在上海站穩腳跟後，隨即奉命進兵蘇南。劉銘傳與潘鼎新、張樹珊等率3000淮軍，由水路直撲福山。登岸後，驕兵輕進，在同觀山與太平軍遭遇激戰，被打潰。後來，在清朝雇傭軍組成的洋槍隊援助下奪下福山。劉銘傳升「以總兵補用」，不久擔任江蘇狼山鎮守使。隨後，劉率部同其他淮軍一起，連占太倉、昆山，攻下江陰縣城。劉銘傳又被升為記名提督。十二月，劉銘傳乘機向無錫太平軍發起進攻，經過一天巷戰，俘守將黃子隆、黃德懋父子以下 2 萬多人，被清廷“加恩賞頭品頂戴”。
1862年（同治二年）十二月，劉銘傳奉命率部參加合圍常州的戰役，由於城內太平軍「頑強抵抗，寸土必爭」，劉銘傳等部淮軍數次進攻均被打退，傷亡慘重，經過4個多月激戰，才攻下常州這座孤城。淮軍入城後，瘋狂屠殺了護王陳坤書以下太平軍將士近萬人，劉因功被賞穿黃馬褂。攻下常州、蘇州以後，淮軍實力大為擴展，劉銘傳部已獨立成軍。轄有左、中、右3軍，每軍6營，共18營，另有炮營1營，加上親兵營及幕僚人員，銘部擁有9000多人，洋槍4000多支，成為淮軍中的勁旅。
1864年七月十九日攻陷天京（今江蘇南京），清軍統帥曾國荃縱兵屠城、姦淫擄掠，三日夜火光不息，殺十餘萬；忠王李秀成率眾突圍不成，自殿後被俘遇害，尊王劉慶漢死戰護幼主洪天貴福至安徽廣德投奔干王洪仁玕，後又被堵王黃文金迎往浙江湖州，不久復回廣德。劉銘傳奉令跟蹤追擊，連陷湖州、廣德，堵王黃文金重傷而死。洪仁玕、黃文英與洪天貴福輾轉逃至江西石城被捕，先後被巡撫沈葆楨當眾凌遲逾千刀殉難。當年14歳的幼天王更成為人類史上凌遲死刑紀錄中最年幼者，劉銘傳亦因此戰功被清廷補授直隶提督。年僅28歲的劉銘傳，一步步登上清朝軍隊的最高軍階，成為當時淮軍將領中任軍職最高的人。

### 鎮壓捻亂

#### 與僧軍殘部衝突
1864年（同治四年），曾國藩督師剿捻軍，劉銘傳奉令率軍由廣德北上。時清將蒙古親王僧格林沁正率精銳騎兵尾隨捻軍左奔右突，疲於奔命。銘軍秉承曾國藩、李鴻章旨意，保存實力，駐六安、霍山一帶按兵不動。。劉銘傳淮軍與僧格林沁軍隊互相輕視，互相彼此不支援。僧格林沁部 1.1萬多人馬在高樓寨之戰被捻軍全殲，僧格林沁斃命。
僧格林沁戰歿半個月內，時任直隸提督的劉銘傳率其親兵銘軍攻下捻軍高樓寨，即僧格林沁戰死之地。僧格林沁舊部總兵陳國瑞在參與高樓寨之戰後倖存，誓言要為僧報仇，然先率僧殘兵解嘉祥之圍，沒料到劉銘傳先率銘軍占領該地，因而大為不悅，雙方互相衝突廝殺，死傷甚重，甚至劉銘傳還軟禁陳國瑞。後山東巡撫丁寶楨出面調停。曾國藩事後調查發現雙方均有過失。因此支開兩軍，調劉銘傳進軍安徽北部，調陳國瑞進軍河南。 清廷聞訊震怒，嚴旨申飭曾國藩，給劉銘傳以革職留任的處分。

#### 平定西捻軍
十一月，劉銘傳尾追捻軍，衝過周家口，強渡沙河，在宏濟橋與捻軍賴文光、任化邦、牛洛紅等遭遇，銘軍憑藉洋炮隊火力，殺傷捻軍甚眾，於次年三月攻下黃陂縣城，劉銘傳因此官復原職。九月，捻軍賴文光部與張宗禹部衝破曾國藩的沙河防線，進軍河南中牟，分為東、西捻軍。曾國藩河防戰略失敗，引咎辭職，清廷令李鴻章接任。李鴻章趁機擴充淮軍，由4萬人擴展到7萬人，銘軍馬營增加尤為迅速，在淮軍28個馬營7000多匹戰馬中，約有13營3500多匹隸屬銘軍。銘軍負責追剿東捻軍，歷時三載，最後在楊州瓦窯鋪將東捻軍戰敗。清廷授予劉銘傳三等輕車都尉世職，賞給白玉柄小刀等物品。劉銘傳以封賞太少，告積勞成疾不能坐騎為由，請假回鄉養病。在東捻軍垂危之際，西捻軍聞訊馳援，直逼天津。清廷驚恐，嚴旨不停催促劉銘傳率軍護衛。劉銘傳向李鴻章獻計，將西捻軍引到黃河、運河、徒駭河之間的狹長地帶，銘軍在西捻軍被圍後與之決戰，致西捻軍全軍覆沒。劉銘傳以收平西捻軍的全功而晉爵一等男。

### 失意閒居
隨後赴陝甘，配合左宗棠鎮壓回民叛亂。至陝甘後，劉銘傳頭傷後遺症復發，加之李鴻章保薦出任陝西巡撫未成，以「腦痛欲裂」為由，奏准獲假 3 個月回原籍（安徽合肥）休養。此時銘軍已有 2 萬人馬，劉銘傳推薦甘肅提督曹克忠統領。劉回家不久，銘軍武毅右營士兵因不服曹克忠管理而發生譁變。因此，劉銘傳以薦舉非人而受革職處分。劉銘傳心灰意冷，退志更堅，即在家鄉大興土木，修建莊園，修成合肥西鄉的劉老圩和六安麻埠的劉新圩。

### 重啟重任恪守台灣
1883年12月（光緒九年十一月）法國軍隊進攻駐紮在越南紅河三角洲東京（越南稱「北圻」）的清軍並佔領了該地，中法戰爭爆发。初期清軍戰敗，於1884年（光緒十年）5月間由直隸總督李鴻章代表清廷與法國議和，在天津簽訂《中法會議簡明條款》，清朝承認法國對越南的保護權，並約明「將所駐北圻各防營即行調回邊界」。6月23日，法軍要求清軍撤離未果，發生軍事衝突。7月下旬，兩江總督曾國荃代表清廷與法國談判失敗，雙方重啟戰端。
清廷早先已探知法軍有意佔領基隆煤礦，故已加強台灣防務。8月16日（六月廿六日），清廷重新啟用劉銘傳，命令其以「巡撫銜督辦臺灣軍務」。9月9日（七月廿日），劉銘傳抵達臺北府就任。10月29日（九月十日），補授「福建巡撫」。:101
劉銘傳抵臺後積極整備岸防，主張亂世用重典，並表示「將在外，君命有所不受」，漸使當地軍民心悅誠服，萬眾一心，並得仕紳林維源、秀才丘逢甲協助。

#### 法軍進軍雞籠
1884年8月4日，法軍遠東艦隊司令孤拔逼近雞籠（今基隆市），並派一副官登岸談判，要求守軍於翌日上午八時以前將所有炮臺交出，但守軍置之不理。翌日，法軍船艦在副司令利比士指揮下齊向當地砲台猛烈開火，並摧毀守軍數處炮壘及營房，基隆沒有腹地可以防守，將防守重點轉移到北部山區與滬尾，法軍遂登陸佔領雞籠港，將港內各種設施和砲台進行破壞。6 日下午，法軍陸戰隊向基隆市街搜索前進，並攻擊獅球嶺（今中山高速公路起點大業隧道與中興隧道之上）。守軍在劉銘傳親自統率下奮勇從各個方向進行反擊，逐漸縮小包圍圈。經過幾小時的激戰，法軍傷亡 100 餘人，狼狽逃回軍艦。
法軍侵犯基隆首戰失敗，於是又向清政府提出新的和議條件，清廷再次拒絕。此時，法艦已有預謀地集中于福州馬江，乘清軍將吏相信「和談大有進步」、絲毫不作準備之際，於 23 日下午發動突然襲擊，把福建水師所有戰艦全部擊沉，然後砲轟馬尾造船廠和馬江沿岸各砲台。從此，法軍就牢牢地掌握了臺灣海峽的制海權，得以隨心所欲地全力侵臺。
於是，孤拔艦隊得以再犯基隆，守軍奮勇抵抗約兩小時，傷亡百餘人，最後被迫後撤。法軍乘勢登陸進攻，基隆港灣及周圍陣地盡失，基隆市區終於淪陷。但法軍佔領了基隆後，因不習於陸戰，進攻獅球嶺時，一進叢林，便失去了統一指揮，只得各自為戰，花了四個月的時間，卻始終無法攻越獅球嶺，一名法軍軍官在他的日記中說：「獅球嶺拖住了我們四千兵力，目前除了基隆，所有的資源都在清國一方，如果遇到任何一名台灣原住民，也必定是清軍的游擊隊。」

#### 法軍進軍滬尾
這時，法軍在海軍將領利士比的指揮下，也正在進攻滬尾（今新北市淡水區）。劉銘傳在得到大批法軍猛攻滬尾，滬尾不斷告急要求增援的消息後，考慮到臺北府城是統帥部所在地，軍資餉械集中於此，不可稍有疏虞。為保臺北，地理形勢上滬尾門戶防禦性非常低，法軍幾乎可從淡水河河口直驅大稻埕（當時臺北最繁華的物資集散地，今臺北市大同區迪化街一帶），而基隆有獅球嶺天然屏障，法軍難以越過，劉銘傳認為滬尾重於基隆，於是決定撤軍棄守基隆，移師滬尾。因戰況緊急，等不及告知朝廷軍機處裁決，先斬後奏棄守基隆，在班師之前，劉銘傳惟恐基隆煤礦落入法軍之手，下令破壞全部採掘煤礦機具，同時炸毀礦井（今八斗子清國井），並燒掉所有開採出來儲存的燃煤，作為必要防範措施。
利士比以戰艦七艘轟擊滬尾市街和各處據點，然後登陸，分幾路前進。湘軍孫開華等部的用兵之下，預先埋伏在各處的清軍從北、東、南三個方向奮起截殺，銳不可當。在短兵相戰中，守軍充分發揮自己的優勢展開近戰，而法軍卻潰不成軍，傷亡累累。到最後，法軍彈藥已罄，全線崩潰，只得奔向海灘，逃回艦上。在這場戰鬥中，法方自認死27名，傷49名；劉銘傳在給朝廷的奏摺中說：「我軍陣亡哨官三員，死傷兵勇百余人，法軍被斬首二十五級，槍殺三百餘人。此外又俘獲法兵十四名，梟首示眾。」通過這次戰役，法國人不得不承認：「淡水的敗戰突然發生，它一方面使我們看出中國兵力的強大，一方面使我們明白局勢的危險。這次敗戰是難以補救的。」自此以後，法國艦隊撤往澎湖，加之基隆疫病流行，終使法軍放棄台灣，只能輪流在淡水河口對這個海港實施封鎖，法軍侵臺的計畫就此宣告破滅。

#### 擔任臺灣建省後首任巡撫
中法戰爭落幕後，清廷於1885年決定在臺灣建省，劉銘傳便成為其首任巡撫；擔任巡撫的劉銘傳表示建設臺灣的重要性：
|  | 「中國自與外洋通商以來，門戶洞開，藩籬盡撤，自古敵國外患，未有如此之多且強也。…俄人所以挾我、日本所以輕我者，皆以中國守一隅之見，畏難苟安，不能奮興。若一旦下造鐵路之詔，顯露自強之機，則聲勢立振，彼族聞之，必先震讋，不獨俄約易成，日本窺伺之心亦可從此潛消矣。」 |

然而在改制的過渡期間，巡撫劉銘傳與原任按察使銜分巡臺灣兵備道（臺灣道），即臺灣的實際統治者劉璈（湘軍出身）之間權責歸屬不明，加之保臺戰功之爭深化兩人間的派系矛盾，終於演變成二劉間的政爭。撫道之爭雖以劉璈獲罪被流放告終，但過程中涉及冒功、誣告。
劉銘傳對臺灣建設的規劃，原以軍事為先，除希望在島上建立戰時可以自給的軍工產業外，同時對清廷亟陳在臺灣建立海軍力量的迫切性；但受限於財政條件，只能先從興利的近代化實業及增加稅收兩處著手。除建設多處砲台、兵工廠等現代化军备外，他延續了沈葆禎的治臺理念，展開大規模的近代化措施，包括推動撫墾、開辦新式學堂、擴充行政區劃、設最初的臺灣鐵路、福州和滬尾（今新北市淡水區）間的海底電纜，辦理電報、煤務、郵務……等，
劉銘傳為確實推動山地行政及管理臺灣原住民，成立臺灣撫墾局，並設立「撫墾總局」於大嵙崁，其下再設八個地區撫墾局。此外，亦於台北設番學堂，贈與衣食、教算術、漢文、官話、臺語及儒家起居禮儀，行土蕃漢化教育。但在「撫番」期間，劉銘傳也同時對敵對的番人部落進行武力征討，造成部分土番部落被殲滅，或是被迫逃離原本的活動領域，往深山遷徙。劉銘傳並將漢人移往番人撤離的區域居住，導致漢番關係的緊張不斷。知名文學家胡適之父，曾任臺東直隸州知州的胡傳，曾對劉銘傳的“開山撫番”留下如此嚴厲的評語：
|  | 臺灣自議開山以來，十有八年矣。剿則無功；撫則罔效；墾則並無尺土寸地報請升科；防則徒為富紳土豪保護茶寮、田寮、腦寮，而不能禁兇番出草。每年虛糜防餉、撫墾費為數甚鉅。明明無絲毫之益，而覆轍相蹈，至再、至三、至四，不悟、不悔；豈非咄咄怪事哉！ |

1887年，劉銘傳推動於臺北大稻埕六館街設立「西學堂」，是臺灣第一個新式學堂，學習科目包含英文、法文、史地、理化、算數與測繪等。另外為培養實業人才，也於1890年在大稻埕建昌街設立「電報學堂」。
1887年10月3日（光緒十三年八月十七日），劉銘傳與兼署福建巡撫的閩浙總督楊昌濬會奏〈臺灣郡縣添改撤裁〉摺，重新規劃臺灣的行政區劃:106。其中關於省城之事，則參照之前的福建巡撫岑毓英之提議，於原彰化縣橋孜圖（橋仔頭）一地興建省城:107。10月24日（九月初八）奉准，於是臺灣的行政區劃正式改為三府、三廳、十一縣、一直隸州:108。
1887年（光緒十三年），劉銘傳奏請興建臺灣鐵路 (清朝)，清廷准許自籌工款後即前往南洋招商，同年4月於台北大稻埕開工，臺北車站亦座落於大稻埕。1887年5月20日成立「全台鐵路商務總局」。開工初期最先興建的是由基隆港口經台北到新竹。同年大稻埕跨越淡水河之木橋竣工，是今台北大橋之前身。7月18日，台北（大稻埕）至錫口（松山）通車。1891年（光緒十七年）10月基隆到台北通車，然通車前劉銘傳即已去職。
此外，他還先後添購輪船八艘，遠航南洋；鼓勵農民種茶、棉、桑等經濟作物、養蠶並拓展水利灌溉設施；清丈全省田賦；設官銀局，造銀幣每年數十萬兩；引進發電機與電燈等。然而在推行上述新政的過程中，臺省財政負擔大增，規劃或經營不善、官員貪污等問題一一浮現，甚而引發了民間的反抗，其中以1888年彰化縣就因清賦問題而爆發以有力鄉紳施九緞的叛亂最具代表性，結果只有少數新政項目得以持續推展。
1890年（光緒十六年）10月5日，軍機處以劉銘傳在煤礦招商過程中的缺失，提交吏部要求革職處分，但獲裁示革職留任。1891年（光緒十七年）1月7日，劉銘傳呈請辭官。5月30日正式收到諭令。6月4日（四月廿八日）交接去職。

#### 告老還鄉
1891年劉銘傳告老還鄉，臺撫一職先由布政使沈應奎署理，再由原湖南巡撫邵友濂接任。總結劉銘傳駐臺六年，始終未能建立游弋臺海的海軍艦隊，而他為開拓財源而興辦的近代化實業，其深度、廣度也有限，未竟全功；但仍開啟了臺灣官辦近代化建設的先聲，是清治二百十餘年間治理最為積極的一段時期。
1896年初，劉銘傳在家病逝，身前著述有《刘壮肃公奏议》及《大潜山房诗稿》刊行問世。
劉銘傳的骨灰由于种种原因一直没有安葬，而是被放置在其后人的家中。2008年10月23日，刘铭传墓园的建设项目在安徽省肥西县正式動土。2011年4月12日，刘铭传遗骨於大潜山安葬。

## 家庭
有子刘盛芸、孙刘朝望。

## 影響

### 命名紀念

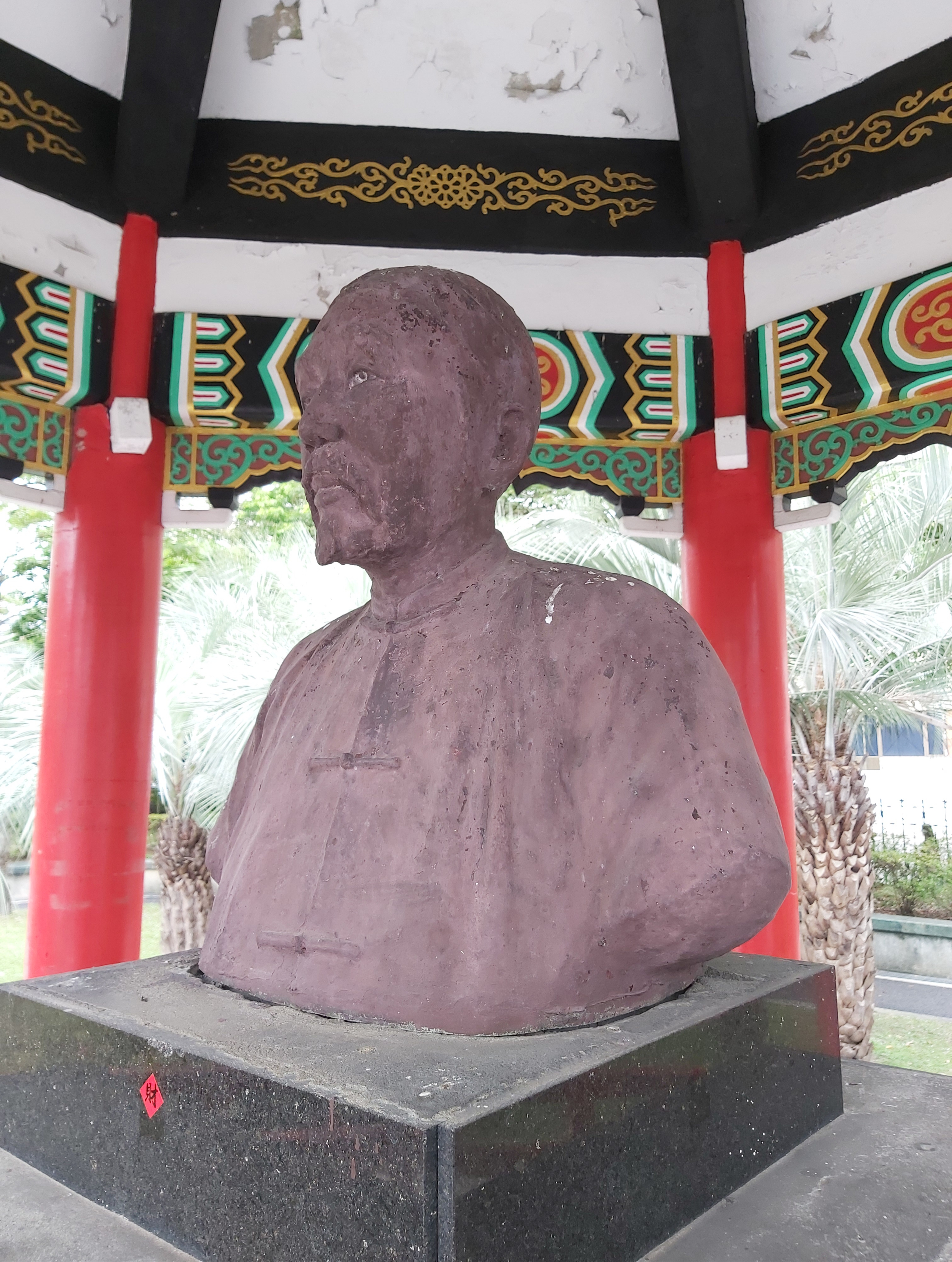
臺北二二八和平紀念公園大潛亭中的劉銘傳半身銅像

刘氏出身的安徽肥西南分路乡于2006年2月更名铭传乡。合肥市第八中学在该乡设有铭传高中校区，整合既有肥西翡翠湖初中、官亭中学、防虎学校、丰乐中学的教育资源。
為了紀念劉銘傳在臺灣的建設，以其名命名的事物包括：
- 臺北市市政大樓12樓簡報室命名為「劉銘傳廳」
- 臺北市銘傳大學
- 臺北市大安區銘傳國民小學
- 基隆市仁愛區銘傳國民中學
- 基隆市的「劉銘傳路」（在仁愛區愛七路、愛九路間）等[25]。
- 臺灣鐵路管理局也曾在1950年代初，將縱貫線北上2次對號特快車命名為「銘傳號」
- 1945年3月重慶國民政府通過之《臺灣接管計劃綱要地方政制》中，基隆郡（基隆市前身）曾一度改制為「省三縣」，為該地方政制的30個縣之一。「省三」為清代臺灣首任巡撫劉銘傳之別號，也是為了紀念劉銘傳在此經營，並於西仔反戰役中，收復該區域。

- 中華民國海軍2014年起向美國政府採購之第一艘派里級巡防艦，後為成功級巡防艦9號艦PFG-1112，其艦名以劉銘傳來命名為銘傳號。

### 電視劇
以劉銘傳其人其事為本的藝文創作，出現在若干通俗電視劇中，包括：
| 影视作品               | 介紹 | 演員                                                           |
| ---------------------- | --- | -------------------------------------------------------------- |
| 《一品夫人芝麻官》     | 1999年台灣電視公司八點檔連續劇，以姓名諧音的「廖閩川」為主角，詼諧地影射了劉銘傳在臺灣的事蹟。 | 主演者包括張國立（飾演廖閩川）、陳亞蘭（飾演廖閩川的妻子）等。 |
| 《台湾首任巡抚刘铭传》 | 2004年中国国际电视总公司、中共安徽省委宣傳部等聯合出品的連續劇，由黄力加導演、張笑天等編劇 | 刘德凯饰演刘铭传。                                             |
| 《台湾1895》           | 2007年中國中央電視台制播的連續劇 | 劉德凱再度飾演劉銘傳。                                         |
| 《飛龍在天》           | 2000年民間全民電視公司（民視）製播的一部八點檔連續劇 | 由高鼎峰飾演劉銘傳。                                           |
| 《龍飛鳳舞》           | 2014年民間全民電視公司（民視）製播的一部八點檔連續劇；以1868年至1888年，20年間的臺北大稻埕地區作為故事背景 | 由蕭大陸飾演劉銘傳（1885年至1891年間擔任福建臺灣巡撫）。       |
| 《劉銘傳在台灣》       | 2020年安徽廣播電視臺製播的一部紀錄片，全片四集，每集50分鐘，總長200分鐘。第一集以1884年中法戰爭前夕的觀音橋事變起始，描述劉銘傳臨危受命，出山鎮守台灣。第二集以中法基隆之戰為內容，描述劉銘傳在基隆之戰所面臨的挑戰。第三集以滬尾大捷為起始，描述劉銘傳棄基隆保滬尾，造成中法戰爭的戰事扭轉。中法戰爭結束後，也開啟了劉銘傳在台灣的現代化建設。第四集則描述擔任六年台灣巡撫的劉銘傳，卻因宮廷鬥爭而被迫「辭官歸故里」。 爾後，中日甲午戰敗，乙未割臺的消息傳至劉銘傳故里，劉銘傳吐血昏厥，數月之後離世，終年60歲。 | 無（紀錄片中歷史人物多採繪畫呈現）。                           |